# Guerra del Rif
|  | Aquest article tracta sobre la guerra del Rif de 1920-1926. Si cerqueu la guerra entre el Marroc i Espanya de 1859-1860, vegeu «Guerra d'Àfrica». |

La Guerra del Rif, coneguda també com la Guerra del Marroc o Guerra d'Àfrica (encara que hi ha d'altres guerres anteriors que varen tenir aquest nom), fou un conflicte derivat de la insurrecció de les tribus que vivien a la zona del Rif (regió de muntanya, al nord del Marroc) contra l'ocupació del colonialisme espanyol i francès, tot i que va afectar, sobretot, les tropes espanyoles.

## La colonització del Marroc
El 1912 s'estableix el protectorat espanyol al Marroc. Es tracta, de fet, d'una espècie de subprotectorat, una cessió a Espanya per part de França de l'administració colonial d'una franja del nord del país. El soldanat del Marroc havia quedat aquell mateix any sota domini francès, tal com establia el Tractat de Fès, fet que representà la culminació de la gradual penetració colonial al país magrebí.

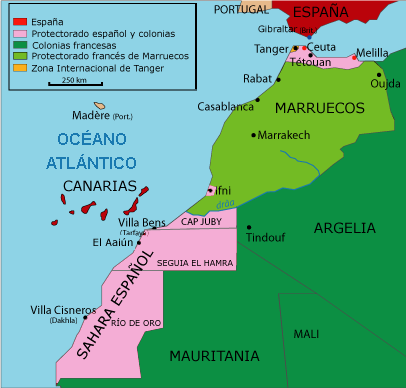
Mapa del Magreb el 1919

França cedí a Espanya l'administració d'un 5% del territori marroquí, uns 20.000 km² que incloïen la regió muntanyosa del Rif. Tant a la part espanyola com a la francesa la colonització implicava que tot el poder polític, econòmic i militar es trobava en mans de la potència protectora i d'un nombre creixent de colons europeus que intervingueren activament a la política colonial; alhora, ja que oficialment es tractava d'un protectorat, es mantingueren formalment algunes estructures de poder preexistents, que a la pràctica no tenien més competència real que una certa capacitat d'intervenció parcial en assumptes religiosos. D'aquesta manera, el sultà es mantenia simbòlicament com a màxima autoritat marroquina (signant les lleis del protectorat) mentre era representat a la zona espanyola per un vicari o jaifa.
Les tropes espanyoles trobaren diversos focus de rebel·lió al llarg del procés de colonització de la zona nord del país. Ja uns mesos abans de la signatura del tractat del protectorat, hi havia estat sufocada al Rif, prop de Melilla, una rebel·lió encapçalada per un líder conegut com El Mizzian. Quan l'ocupació va començar a fer-se efectiva, sorgí un altre focus rebel, llavors a Yebala (regió que va des de la façana atlàntica fins a la vora del Rif i en la qual es troba Tetuan, la capital del protectorat), capitanejat per Ahmad al-Raisuni, senyor d'Arcila i la costa atlàntica, i que s'allargà fins al 1919.

## Guerra al Rif
Tot just liquidada la rebel·lió de Raisuni mitjançant negociacions, s'aixecaren contra les tropes colonials les tribus del Rif central, al capdavant de les quals hi havia la tribu dels Ait Waryaghar o Beni Urriaguel. El cap visible d'aquesta i, per tant, de la rebel·lió fou Muhammad ibn Abd al-Karim al-Khattabi, conegut també com a Abdelkrim o Abd el-Krim, membre del clan dels Ait Yusef, cadi (jutge religiós) de Melilla i antic col·laborador del diari El Telegrama de Melilla.
El juny de 1921 fou atacada una posició espanyola avançada al puig Abarran, prop del campament d'Annual, on es concentrava el gruix de l'exèrcit espanyol present al Rif. Tots els espanyols moriren al combat que hi va haver per a defensar la posició. Pocs dies després s'establí una nova posició al puig Igueriben, amb la idea de defensar el campament d'Annual pel flanc sud. Aquesta fou assetjada fins que, finalment, caigué en poder de l'exèrcit rifeny el dia 21 de juliol, salvant-se tan sols onze dels 350 soldats de la guarnició. Després d'aquests successos, els rifenys es dirigiren a Annual i començaren un nou assetjament. A primera hora del matí del 22 de juliol es donà l'ordre de la retirada espanyola, que es produí a la desbandada, en total desordre. Els 3000 rifenys perseguiren als 13.000 soldats espanyols i els exterminaren al llarg del camí cap a Melilla. En aquesta massacre desapareixeria (el seu cadàver no fou trobat) el general Manuel Fernández Silvestre. Molts supervivents es refugiaren al quarter del mont Arruit, on encara hi resistiren dues setmanes més, encerclats per les tropes del Rif, sense gairebé provisions, ni ajuda, ja que l'escassesa i desorganització de la rereguarda era total. Finalment, les tropes espanyoles es rendiren, però els assetjadors no acceptaren les condicions de la rendició i tingué lloc una nova massacre. Mentrestant, Melilla va restar sense protecció, a mercè dels rebels, fet que obligà a demanar ajut directament a Espanya. L'anomenat "Desastre d'Annual", a propòsit del qual el diputat Indalecio Prieto digué que "ens trobem al període més greu de la decadència espanyola. La campanya d'Àfrica és un fracàs total, absolut, sense atenuants, de l'exèrcit espanyol", seria per als rifenys "El triomf d'Annual", el qual donà lloc a l'inici d'una independència de facto que es plasmà en forma de república, anomenada la República del Rif.
L'exèrcit espanyol encara intentà de controlar el territori mitjançant la construcció de petits forts o "blocaos", generalment construïts a llocs elevats i distants uns 30 km entre ells. Els "blocaos" rara vegada tenien aigua, fet que obligava els soldats a anar a cercar-la cada dia fent recorreguts que, tot sovint, eren de molts quilòmetres i per als quals calien mules. D'aquesta manera, els soldats espanyols es convertien en blancs fàcils dels franctiradors o pacos. Fou així com un exèrcit descentralitzat, escàs i mal armat com el rifeny (que gairebé no comptava amb artilleria, ni posseïa avions ni vaixells) aconseguí posar contra les cordes i pràcticament derrotar un exèrcit convencional i molt més nombrós com l'espanyol. Els rifenys tenien a favor seu que combatien a casa, el coneixement del territori i la forta motivació, mentre el seu enemic era, al contrari, un exèrcit desmoralitzat, desorganitzat i corrupte, format per soldats de lleva espantats i delerosos de tornar a casa seva. La guerra, de fet, provocaria la creació d'un cos militar més organitzat i combatiu: la "Legión española"- que es va crear seguint la inspiració de la Légion étrangère française- de la qual, Francisco Franco i José Millán Astray en foren els caps. D'altra banda, l'organització de l'exèrcit rifeny esdevindria una de les fonts de la teoria de la guerra de guerrilles i seria revisada i recuperada per a molts conflictes al llarg del segle xx.
A la guerra que vingué a continuació d'Annual, l'exèrcit d'Abd el-Krim arraconà cada vegada més les tropes espanyoles, fins i tot a fora del Rif, prenent la important ciutat de Xauen i amenaçant Tetuan. La força rifenya serví, a més, per esperonar els ànims a Yebala, de manera que el 1924 Espanya només controlava efectivament, a banda de Ceuta i Melilla, Larache i Arcila. França intervindria llavors al conflicte, col·locant llocs avançats al llarg de tota la frontera amb la zona espanyola. Aquests foren atacats per tropes rifenyes de camí a Fès, a la primavera del 1924, provocant casus belli que permetria l'entrada de França a la contesa. França colpejà els rifenys pel sud, arribant a emprar, fins i tot, armes químiques. Finalment, el setembre del 1925, l'exèrcit espanyol, amb el suport del francès, realitzà un desembarcament a la badia d'Al Hoceima, i el febrer de 1926 Primo de Rivera i el mariscal Henri Philippe Pétain es reuniren per planejar les accions militars conjuntes al Marroc. Per acabar, 
Abd el-Krim es lliurà als francesos, que el deportaren a l'Illa de la Reunió, d'on va fugir dues dècades més tard. Morí al Caire el 1963.

### Ús d'agents químics
Durant la guerra del Rif, les forces combinades franco-espanyoles llançaren bombes de gas mostassa damunt dels rebels amazics. Espanya va ser una de les primeres potències a utilitzar armes químiques contra la població civil en el marc de la rebel·lió del Rif. Entre 1921 i 1927, l'exèrcit espanyol va utilitzar fosgen, difosgen, cloropicrina i gas mostassa (conegut també com a iperita) de forma indiscriminada. Els objectius més comuns eren la població civil, els mercats i els rius. En un telegrama enviat pel llavors Alt Comissari del Marroc espanyol, Dámaso Berenguer, el 12 d'agost de 1921, al llavors Ministre de la guerra espanyol, Luis Marichalar y Monreal, Berenguer declarava:
| «                                                                  | Siempre fui refractario al empleo de gases asfixiantes contra estos indígenas, pero después de lo que han hecho, y de su traidora y falaz conducta, he de emplearlos con verdadera fruición. | » |
| — Dámaso Berenguer y Fusté. Alt Comissari del Protectorat Espanyol | |   |

El 20 d'agost de 1921, Espanya va sol·licitar a Alemanya subministraments del gas mostassa, tot i que al país germànic estava prohibida la fabricació de les esmentades armes pel Tractat De Versalles de 1919. El primer lliurament es va produir el 1923. L'ús d'armes químiques en el Rif va ser descrita per primera vegada en un article d'un diari, ja desaparegut, escrit en francès i publicat a Tànger, de nom La Dépêche marocaine, amb data 27 de novembre d'aquell mateix any. Juan Pando ha estat l'únic historiador espanyol que ha reconegut l'ús de gas mostassa a partir de 1923. Un diari espanyol, La Correspondencia de España, va publicar un article titulat Cartes d'un soldat el 16 d'agost de 1923 recolzant l'ús d'agents químics.
Segons el general de l'aviació militar Hidalgo de Cisneros al seu llibre autobiogràfic Cambio de rumbo, ell va ser el primer pilot que va llançar 100 quilograms de bombes de gas mostassa des del seu avió Farman F.60 Goliath, a l'estiu de 1924. Prop de 127 bombarders es van utilitzar a la campanya, llançant al voltant de 1.680 bombes al dia. D'aquells avions, tretze van ser estacionats en la base aèria militar de Sevilla. Abans de ser transportades pels Farman F.60 Goliath, les bombes de gas mostassa havien estat portades dels arsenals alemanys i lliurades a Melilla.

#### Investigacions i revelacions
Els bombardeigs espanyols van ser silenciats, però alguns observadors de l'aviació militar, com Pedro Tonda Bueno en la seva autobiografia La vida y yo, publicada el 1974, es refereixen al llançament de gasos tòxics des d'avions i el consegüent enverinament dels brolladors rifenys. Per la seva part, Ignacio De Hidalgo De Cisneros, a la seva obra autobiogràfica Cambio de rumbo, revela com va ser protagonista de diversos bombardeigs amb gasos tòxics. Anys després, el 1990, dos periodistes i investigadors estrangers, els alemanys Rudibert Kunz i Rolf-Dieter Müller van aportar indicis de què havia passat a la regió rebel. L'historiador britànic Sebastian Balfour, de la London School Of Economics, confirma l'ús massiu d'armes químiques en terres rifenyes. Balfour, que ha estudiat nombrosos arxius espanyols, francesos i britànics, sosté que l'estratègia dels militars espanyols es basava a escollir zones molt poblades del Rif per llançar bombes tòxiques. Així ho confirma, per exemple, un oficial britànic, H. Pughe Lloyd, en un telegrama enviat al ministre de la Guerra del seu país el 1926.

## Conseqüències de la guerra
La guerra del Marroc fou en general molt mal vista i provocà importants diferències a la societat espanyola del seu temps. Era de domini públic la pobresa del Rif i molts no comprenien la pertinència d'una guerra tan sagnant i onerosa sols per una qüestió de principis. D'altra banda, les tropes eren de reemplaçament, és a dir, reclutades obligatòriament. Tanmateix, els joves de casa bona pogueren, en general, lliurar-se del servei militar, pagant a algú altre perquè hi anés en el seu lloc. Aquest fet reforçà la idea que eren els fills dels pobres els que eren enviats a morir al Marroc.
El desastre d'Annual tingué també importants conseqüències. El ministre de la Guerra ordenà la creació d'una comissió d'investigació, dirigida pel lloat general Juan Picasso González, que elaborà l'informe conegut com l'Expedient Picasso, al qual, si bé s'hi remarcaven molts errors militars, no s'arribà al fons de les responsabilitats polítiques, a causa de l'obstrucció d'alguns ministres i jutges. Les acusacions arribaven, fins i tot, a la figura del mateix rei que, segons alguns, hauria animat la penetració irresponsable del general Silvestre fins a punts perillosament allunyats de Melilla, sense tenir en compte una defensa adequada a la rereguarda. Abans que l'informe Picasso es debatés a les Corts, el General Miguel Primo de Rivera va fer un cop d'estat el 13 de setembre del 1923 amb el qual es va iniciar una dictadura.
No obstant això, aquesta crisi fou una més de les moltes que socavaren els fonaments de la monarquia d'Alfons XIII i que, al cap d'una dècada, en provocarien la caiguda.